# Jonathan Quarcoo
Jonathan Tetteh Quarcoo (né le 13 octobre 1996 à Bodø) est un athlète norvégien, spécialiste du sprint.

## Carrière
Il remporte la Première ligue des Championnats d'Europe par équipes 2017, puis la médaille de bronze lors des Championnats d'Europe espoirs d'athlétisme 2017 sur 100 m. Lors des demi-finales de ces championnats, il porte son record personnel à 10 s 26 à Bydgoszcz.

## Palmarès
| Date | Compétition                       | Lieu      | Résultat | Épreuve   | Temps   |
| ---- | --------------------------------- | --------- | -------- | --------- | ------- |
| 2017 | Championnats d'Europe par équipes | Vaasa     | 1er      | 100 m     | 10 s 35 |
| 2017 | Championnats d'Europe par équipes | Vaasa     | 3e       | 4 x 100 m | 39 s 91 |
| 2017 | Championnats d'Europe espoirs     | Bydgoszcz | 3e       | 100 m     | 10 s 29 |
| 2017 | Championnats d'Europe espoirs     | Bydgoszcz | 4e       | 200 m     | 20 s 80 |

## Records
| Épreuve | Épreuve   | Performance     | Lieu      | Date            |
| ------- | --------- | --------------- | --------- | --------------- |
| 100 m   | Plein air | 10 s 26         | Bydgoszcz | 13 juillet 2017 |
| 200 m   | Plein air | 20 s 39 (NU23R) | Bydgoszcz | 15 juillet 2017 |